# Premis Nacionals de Cultura 2024
Els Premis Nacionals de Cultura 2024, la 50a edició d'aquests guardons, els atorgà el Consell Nacional de la Cultura i de les Arts d'acord amb el que estableixen la Llei 6/2008, de 13 de maig, del CoNCA i el Decret 148/2013, de 2 d'abril, dels Premis Nacionals de Cultura de la Generalitat de Catalunya. El lliurament dels premis es feu el 30 de maig de 2024 en un acte al Casino l'Aliança del Poblenou de Barcelona, i fou presidit pel Molt Hble. Sr. Pere Aragonès, president en funcions de la Generalitat de Catalunya, acompanyat per la consellera de Cultura, Natàlia Garriga i la presidenta del Parlament, Anna Erra.

## Guardonats
- Raquel García-Tomás[3]
- Mayte Martín[4]
- Vicenta N'Dongo[1]
- Nilak[5]
- Conrad Roset[6]